# Milow
För andra betydelser, se Milow (olika betydelser).
Milow, artistnamn för Jonathan Vandenbroeck, född 14 juli 1981 i Borgerhout, är en belgisk singer-songwriter. Han är uppmärksammad för att göra akustiska covers på kända låtar.
I september 2008 Milow släppte sin version av 50 Cents, Justin Timberlakes och Timbalands låt Ayo Technology. Denna version av låten nådde #1 i Ultratop 50 (Belgien) och Nederländska Top 40 (Nederländerna). Mer än 300.000 exemplar såldes i Tyskland av över 550 000 exemplar totalt.
I april 2011 släppte Milow sitt fjärde album North And South och singeln You And Me. Både albumtiteln och låten Kingdom syftar till Milows hemland Belgien.